# Village de l'an Mil de Melrand
Le village de l'an Mil est un site archéologique et un archéosite dans lequel un village-musée reconstitue l'habitat du XIe siècle. Il est situé à Lann Gouh en Melrand dans le Morbihan.

## Description

### Site archéologique
Le site archéologique occupe une surface d'approximativement 1,5 ha, sur un plateau culminant à 112 mètres d'altitude. Il s'agit d'un village médiéval déserté de dix-sept bâtiments. Le village était enclos, protégé par un talus, peut-être surmonté d'une palissade. Les maisons et dépendances entouraient une place centrale, lieu de vie, centre de la communauté villageoise, où se trouvait notamment un four à pain.
Les ruines, bien visibles et parfaitement conservées, ne présentent cependant que les murs des maisons, les foyers et les sols, délimitant des espaces de circulation ou des cours privatives. Les maisons, qui abritaient sous un même toit hommes et bétail, font au maximum 11 mètres de long pour 6 mètres de large. Les murs avaient une hauteur moyenne de 80 centimètres pour une largeur de 60 centimètres. En granite gris local, ils étaient très bien construits, un parement intérieur et un parement extérieur enserrant un blocage interne de tout venant. Quant aux superstructures des bâtiments (charpente, couverture de chaume, aménagements hauts...), leurs restes ont disparu au cours des siècles, l'acidité des sols bretons permettant rarement la conservation des éléments organiques.

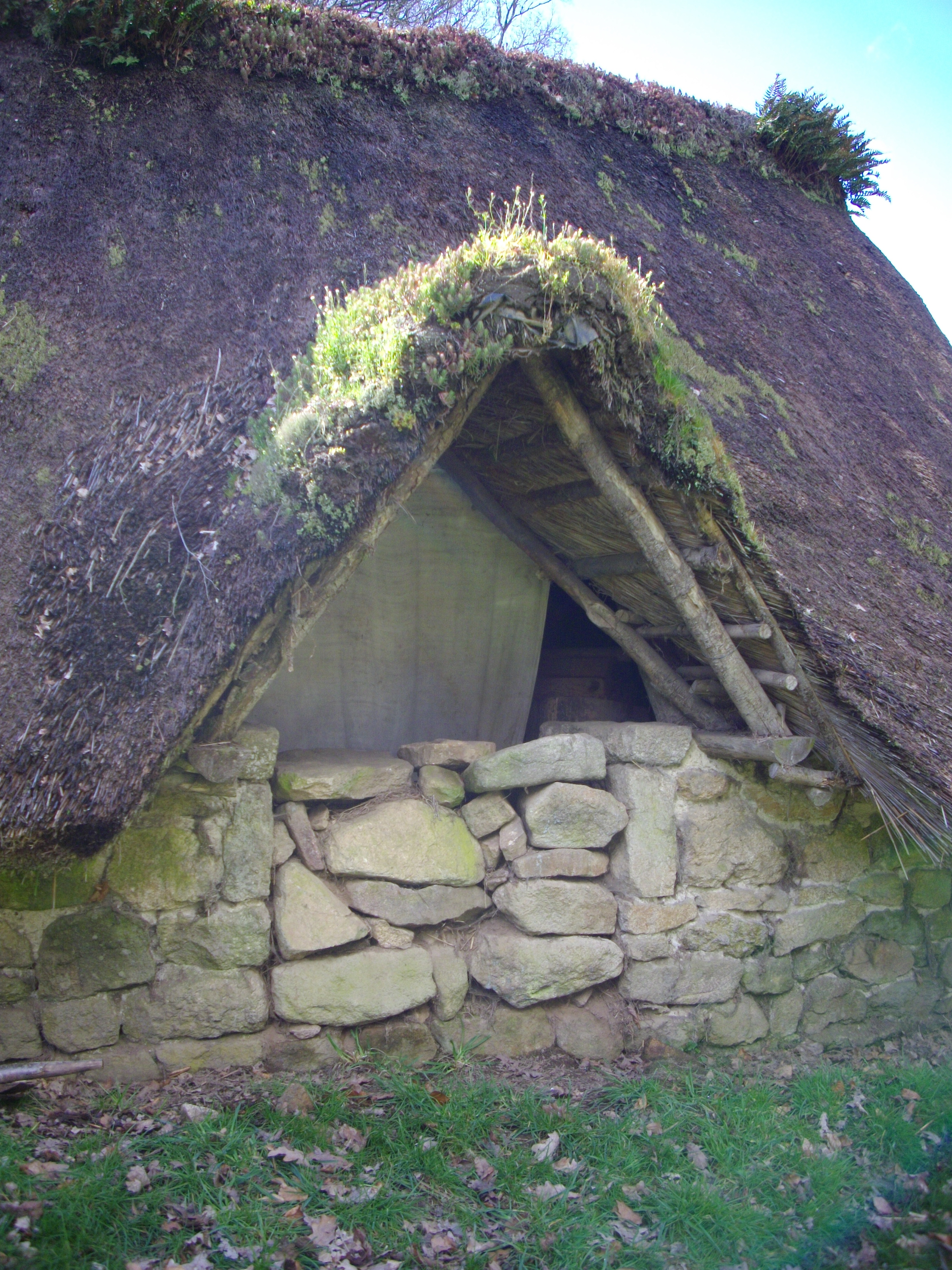
Une porte des morts.

Au centre des maisons, se trouve le foyer, qui se présente sous la forme de blocs de granite dessinant un cercle, un rectangle ou un carré. Les sols des maisons sont en très légère pente. Ce sont donc des maisons mixtes, humains hébergés en partie haute quand les animaux sont en partie basse. Cette configuration permet à la chaleur des animaux de réchauffer les humains et d'éviter aux habitants de patauger dans les déjections. Deux portes sont lisibles dans ces maisons, au milieu des murs gouttereaux. L'une d'elles est systématiquement rebouchée et doit correspondre à ce que l'on appelle la « porte des morts ». Des récits récents rapportent en effet l'existence de tels dispositifs encore assez récemment. Les vivants ne devant jamais emprunter la même porte qu'un mort, cette porte n'était démontée qu'à l'occasion d'un décès pour sortir le malheureux sans que les vivants n'aient à en souffrir. À l'intérieur des bâtiments, une couche d'arène granitique restitue la surface du sol afin de bien la différencier de l'extérieur des maisons.
Les sols, fruits d'un raclage préalable avant installation, n'étaient pas construits au sens strict du terme. Il y avait là un souci d'assainissement avant occupation des lieux. Ce n'est qu'ensuite, au fur et à mesure des passages des habitants et des animaux hébergés sous le même toit, que l'accumulation d'éléments a permis à un véritable sol de se former. Il a bien été retrouvé et analysé. Il se différencie ainsi des sols en terre battue . Les habitants ayant déménagé, très peu d'objets de leur vie quotidienne ont été retrouvés.
Les restes d'un four à pain commun, voûte effondrée en un cercle d'environ 3 m de diamètre en granite surmonté d'un amas de terre, sont encore visibles. Cette voûte était en torchis, mélange de terre très argileuse et de végétaux broyés. À côté du four, se présente un abri à bois, dont le sol en hérisson de galets de rivière permettait d'isoler le bois posé au sol de l'humidité. Ce bois était ensuite jeté dans le four afin d'alimenter sa chauffe. La gueule du four, déterminée par l'amas de cendre tombée à son aplomb, était orientée au Nord, évitant ainsi les vents dominants d'Ouest.
Les objets, outils ou matériels agricoles retrouvés lors des fouilles sont peu nombreux. Des meules, des disques à fuseaux témoignent de la culture des céréales, de l'élevage des moutons et du filage de la laine. De nombreux fragments de céramique jonchaient le sol des maisons : ce sont des vestiges de marmites portant des traces de feu, qui servaient à la cuisson. Elles étaient en céramique dite "onctueuse" (à cause de la qualité particulière de sa pâte, faite avec une argile chargée en talc, ce qui lui donne un aspect lustré ; on en rencontre un peu partout dans la Bretagne occidentale).
L'ensemble de ces fragiles vestiges est entretenu. La végétation y est rasée afin d'éviter une prolifération d'arbres destructeurs. Le cheminement du visiteur emprunte une voie de communication Sud-Nord qui l'était déjà au moment de l'occupation du site. Afin de la protéger, elle a été recouverte d'arène granitique locale.

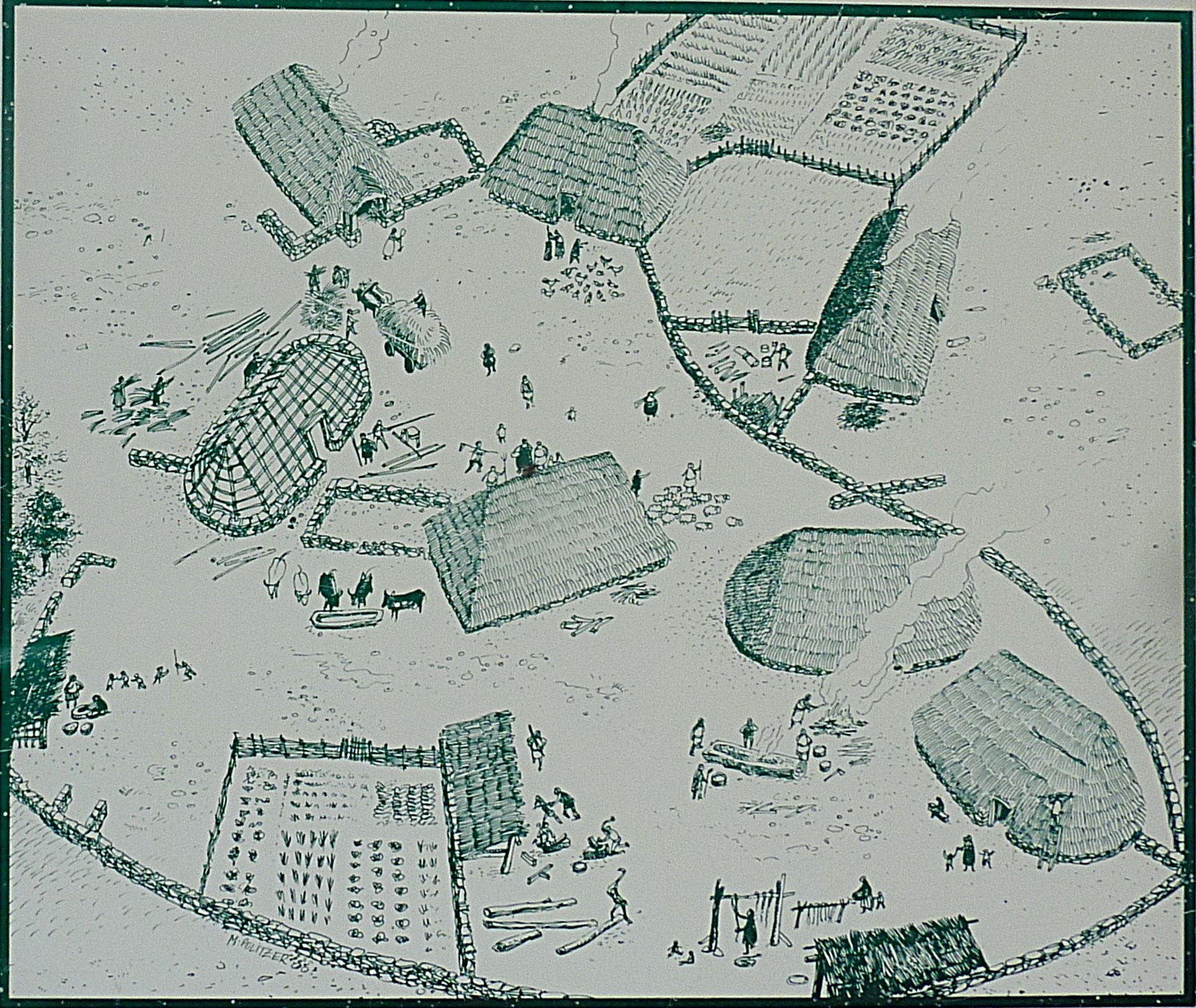
Plan générale du village de Lann Gouh (selon le panneau d'information touristique situé sur place).
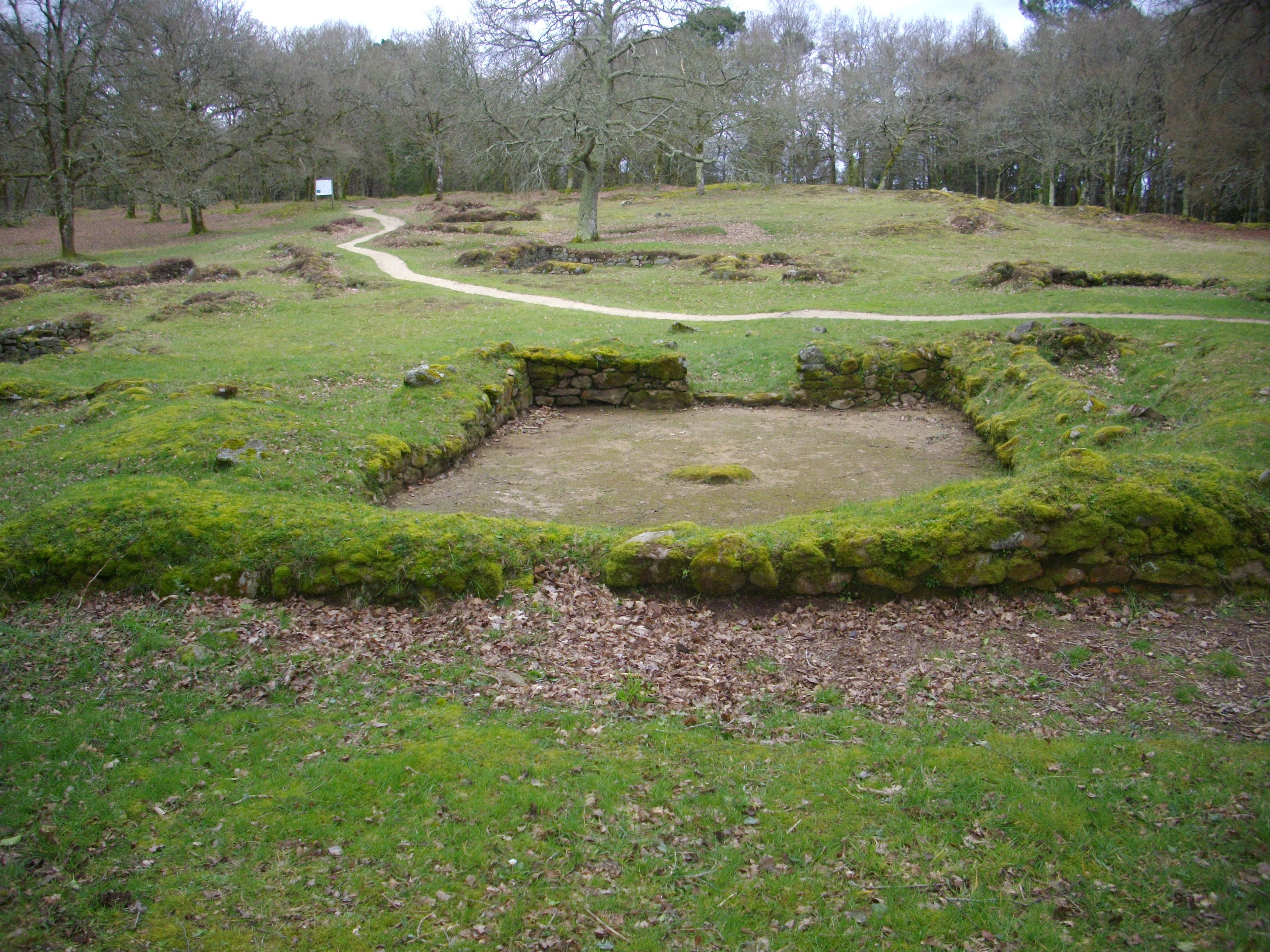
Vue générale du site archéologique.
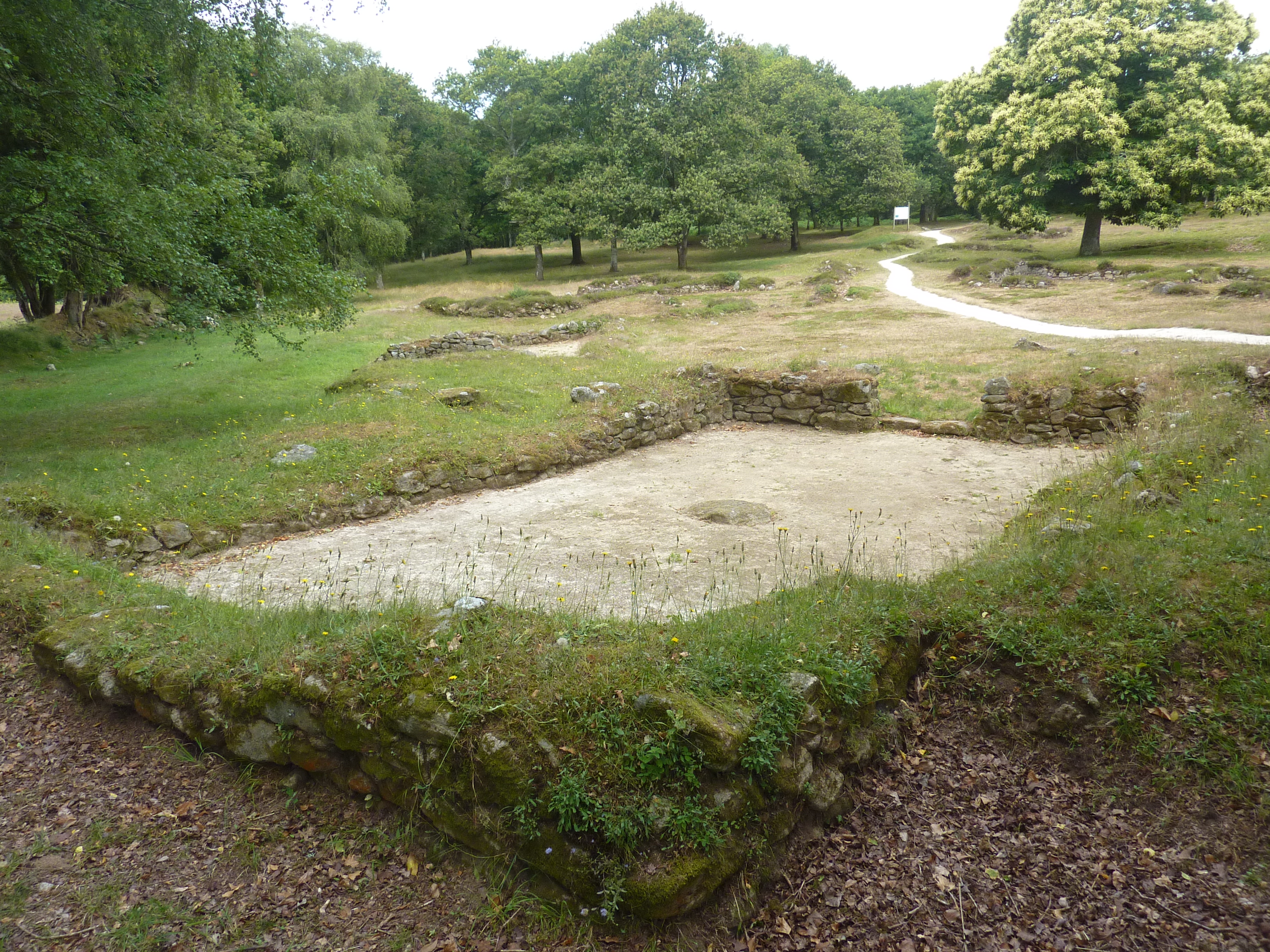
Vue générale du site archéologique.

### Ferme archéologique
À proximité des vestiges, une ferme archéologique expérimentale occupe une dizaine d'hectares, présentant au public la vie d'une ferme médiévale. Cet ensemble regroupe un jardin, des bâtiments et un espace expérimental. Le jardin présente des plantes (médicinales, tinctoriales, potagères) cultivées ou récoltées au Moyen Âge. Elles sont plantées dans une zone dont on pense qu'elle a très certainement été valorisée par les habitants du village, à proximité immédiate des habitations. En revanche, il est certain que chaque famille ne cultivait pas immédiatement à côté de sa demeure car les terrains sont très peu profonds et impropres à la culture aux abords des maisons. Le jardin est cultivé sans produits phytosanitaires, dans les mêmes conditions qu'à l'époque médiévale. Les rendements, les accidents liés aux animaux sauvages, l'évolution des vivaces sont ainsi suivis d'année en année.

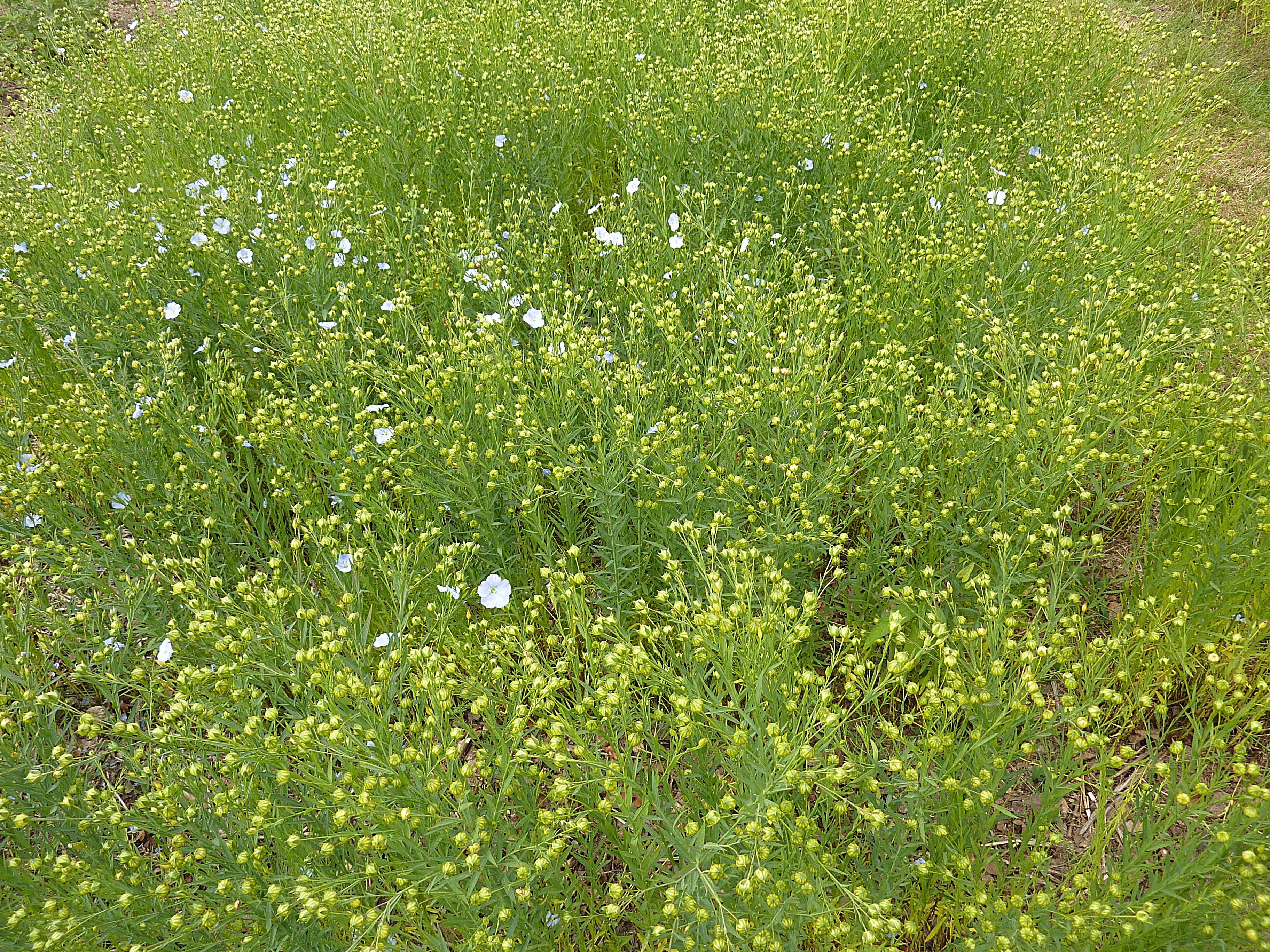
Lin cultivé en fleur.
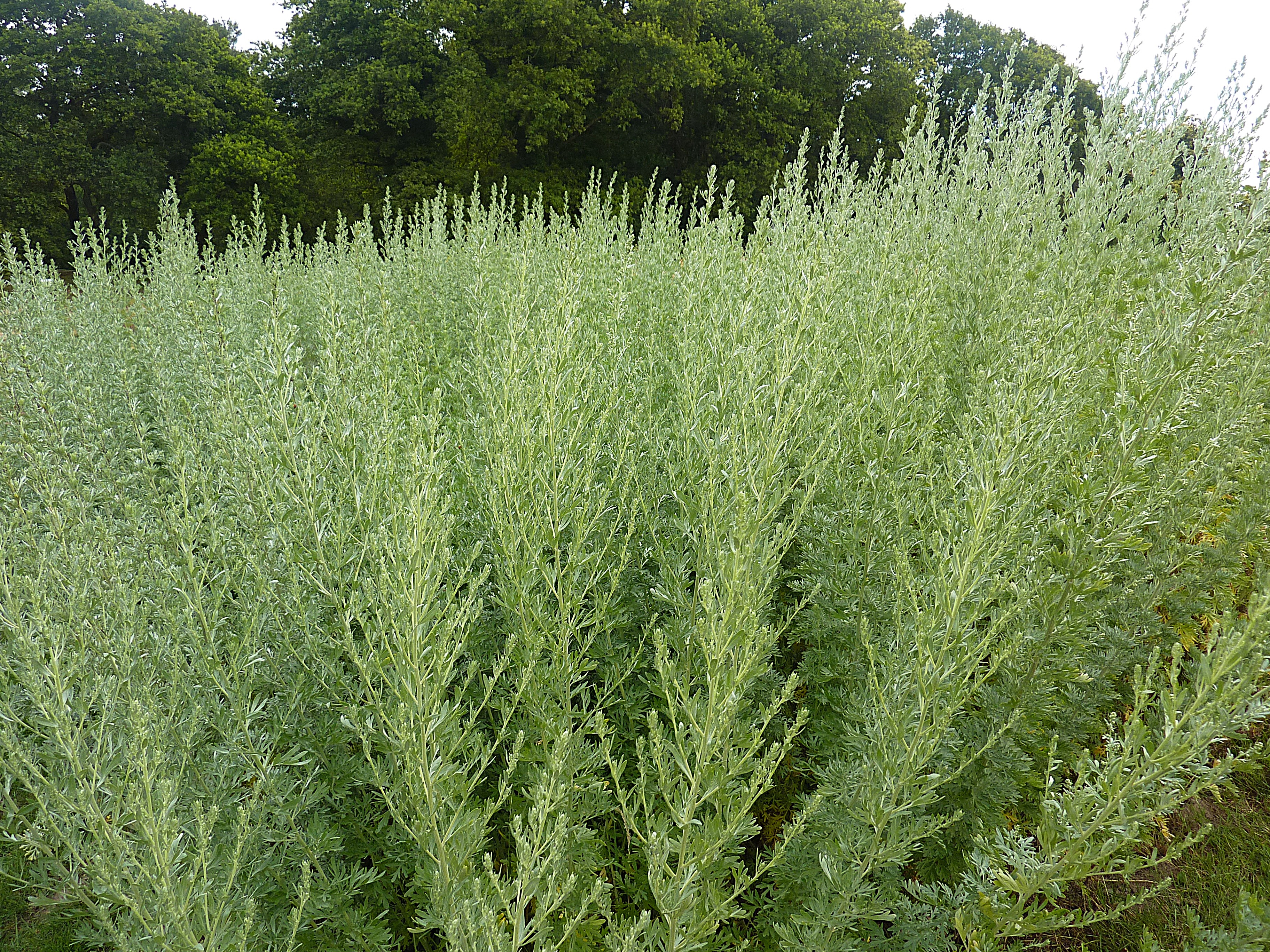
Absinthe (Artemisia absinthium).
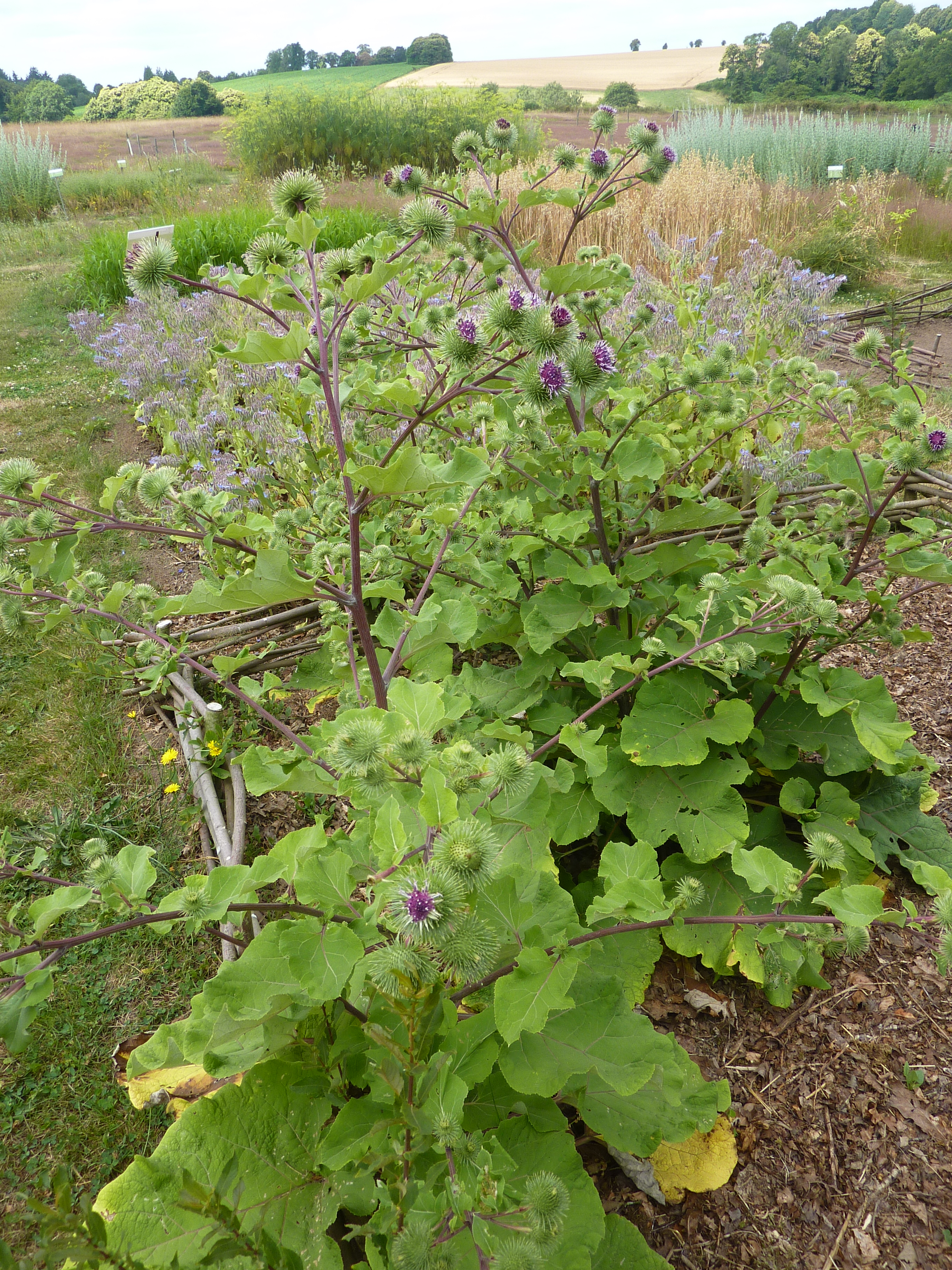
Bardane.

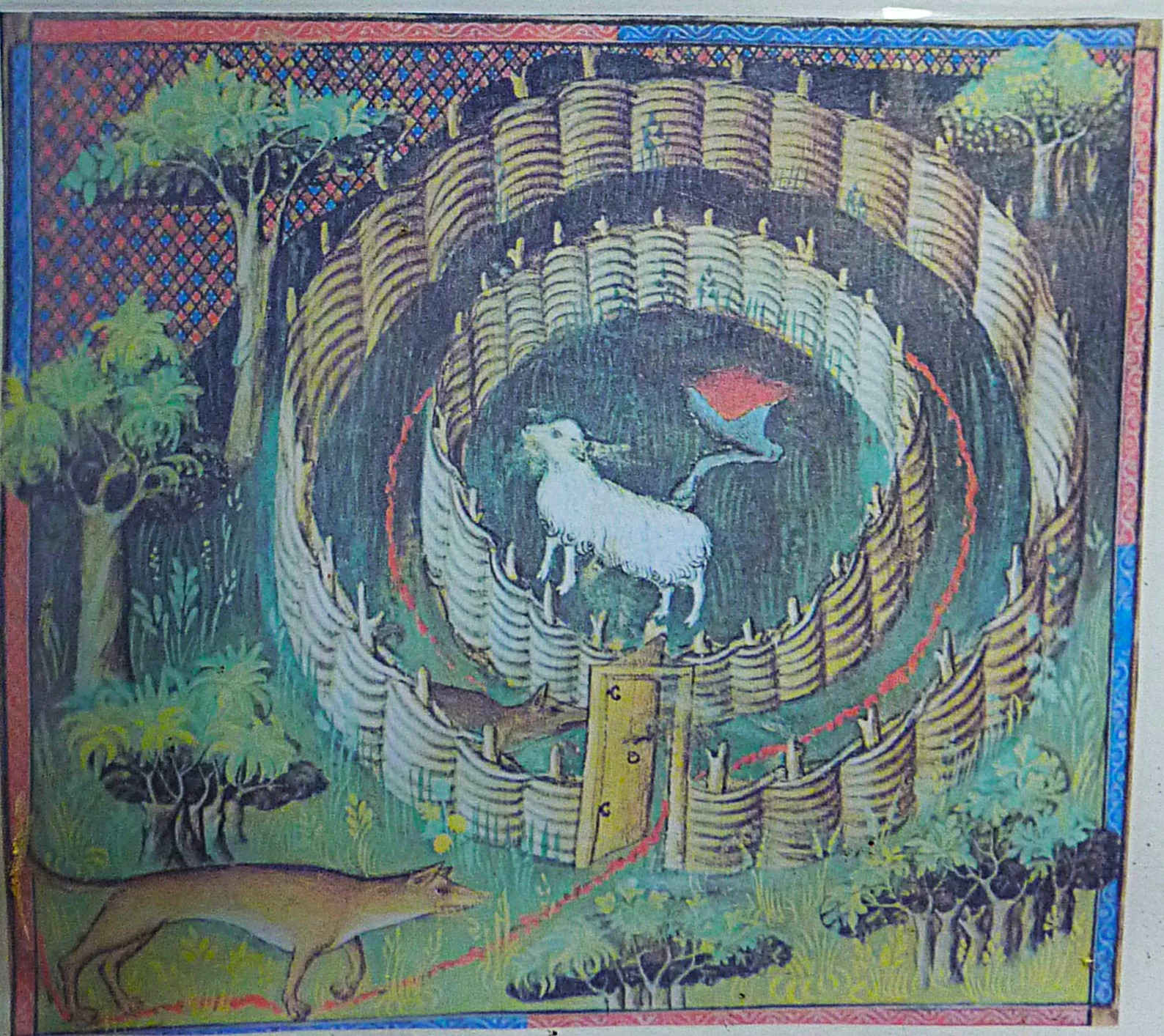
Miniature du Moyen-Âge représentant un piège à loup.
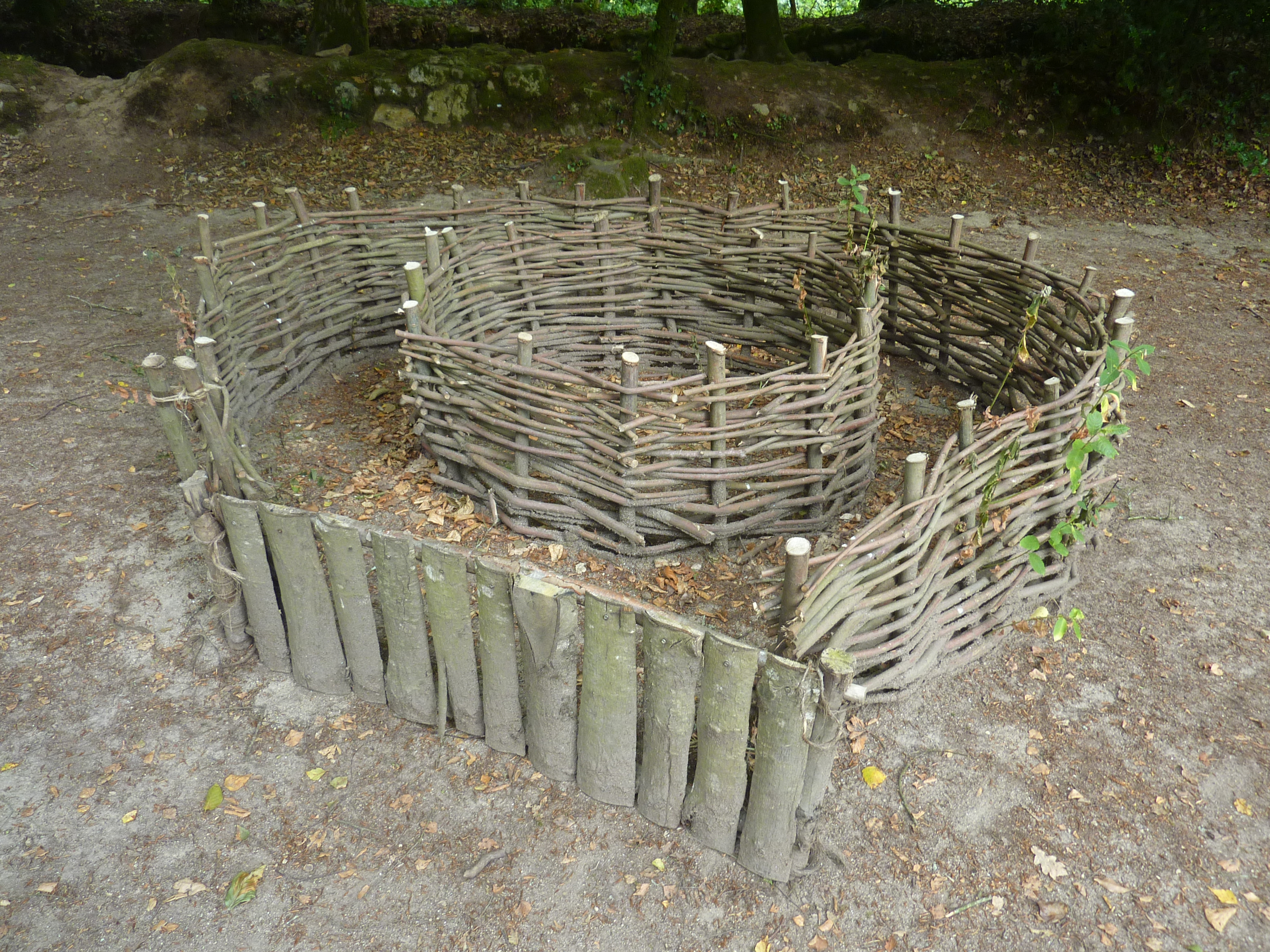
Piège à loup traditionnel (reconstitution).
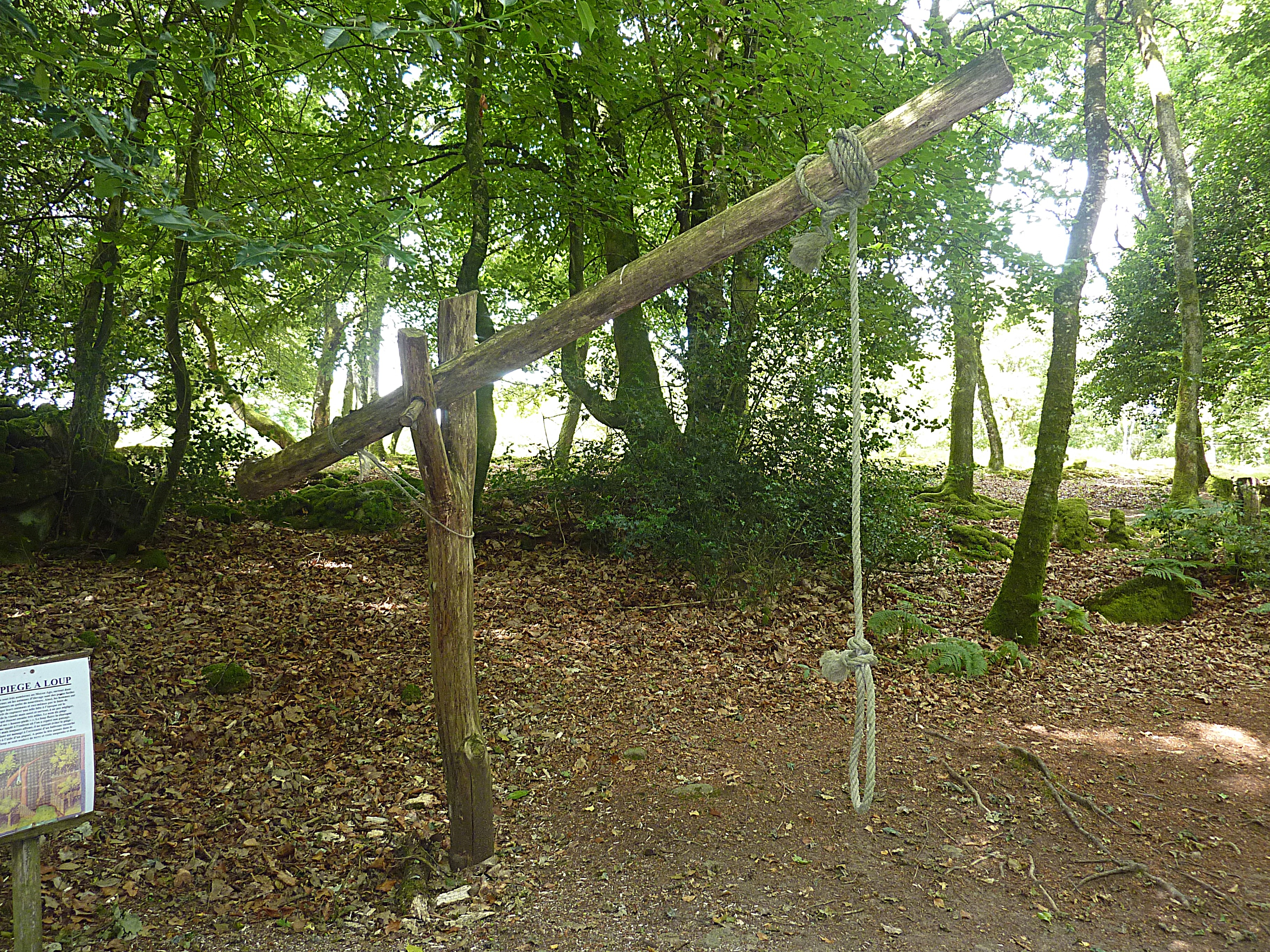
Autre type de piège à loup (reconstitution).
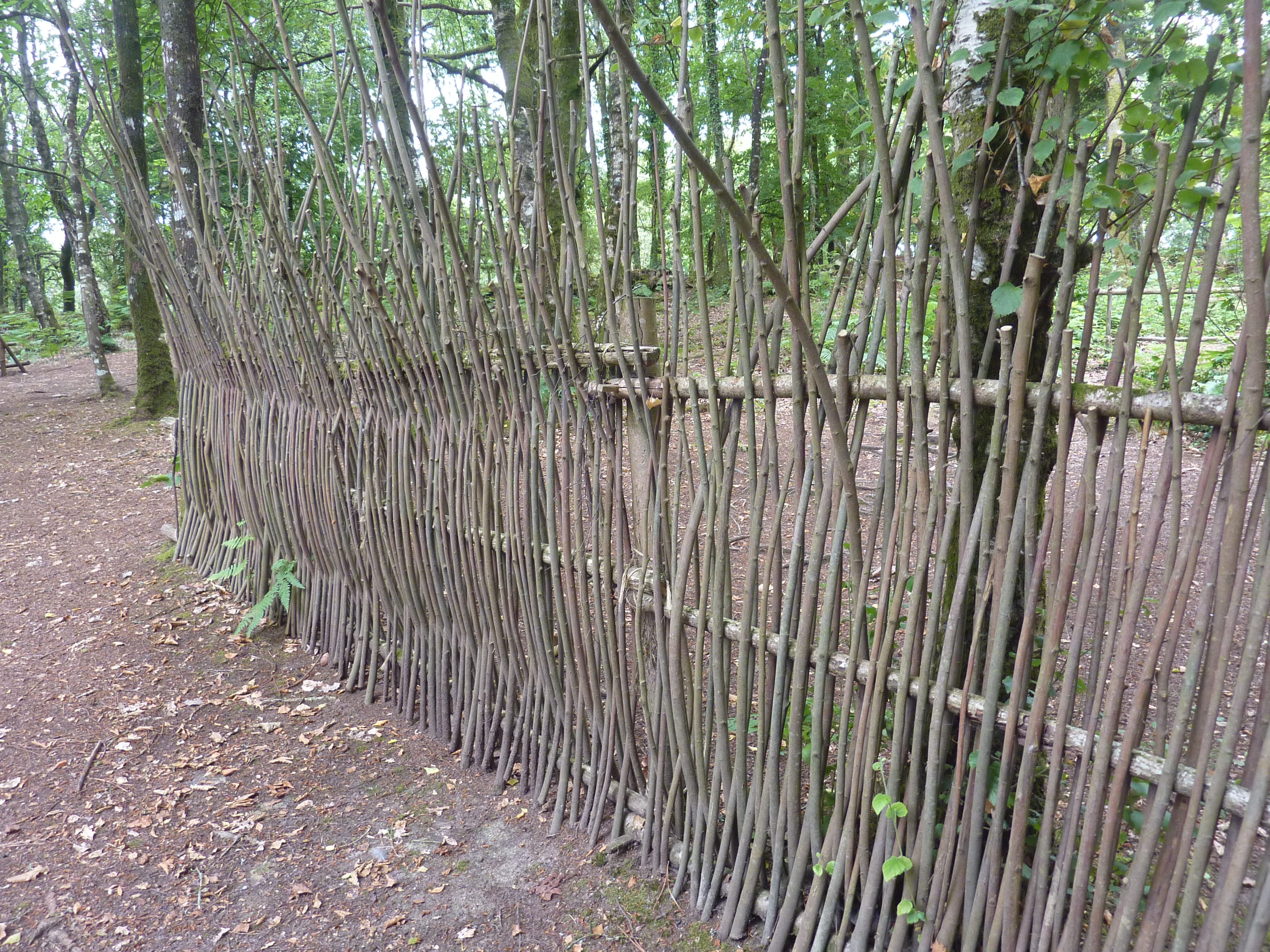
Clôture traditionnelle dite en tressage.

## Historique
Le village, particulièrement bien conservé, est occupé entre le Xe siècle et le XIVe siècle. Certaines études permettent toutefois de faire remonter l'occupation du site au VIIIe siècle.
Le site est redécouvert en 1902 et fait l'objet de campagnes de fouilles de 1977 à 1992. Le matériel archéologique découvert au cours de celles-ci se résume à un millier de pièces, principalement des tessons de poterie. Il faut cependant noter la présence de fragments de galettières en terre cuite, de pichets, de pots et de plats à cuire, d'un fragment de lame de couteau, de plusieurs meules manuelles (dormantes et tournantes), de pierres à aiguiser...
L'espace muséal ouvre en 1985. C'est à cette époque que commencent les campagnes de reconstitution de l'habitat, qui continuent et se diversifient. Des programmes d'expérimentation archéologique sur différents thèmes viennent alimenter les connaissances permises par les reconstitutions de bâtiments (grenier sur pilotis, maisons, abri à bois, four à pain, poulailler, bergerie... ). Une aire à battre a été construite à la fin des années 90[réf. nécessaire]. Elle a permis de tester le battage au fléau et de mesurer la dispersion des pollens autour de la structure. Cette expérience vise à comprendre à quelle distance d'un espace de battage les archéologues peuvent espérer retrouver des pollens et en quelles quantités.
Une zone a été dédiée au travail du métal : fouée, forge fixe au sol et bas fourneau reconstitués et utilisés ont donné aux expérimentateurs la possibilité d'étudier le travail des métallurgistes au Moyen-Age.

## Le village médiéval reconstitué

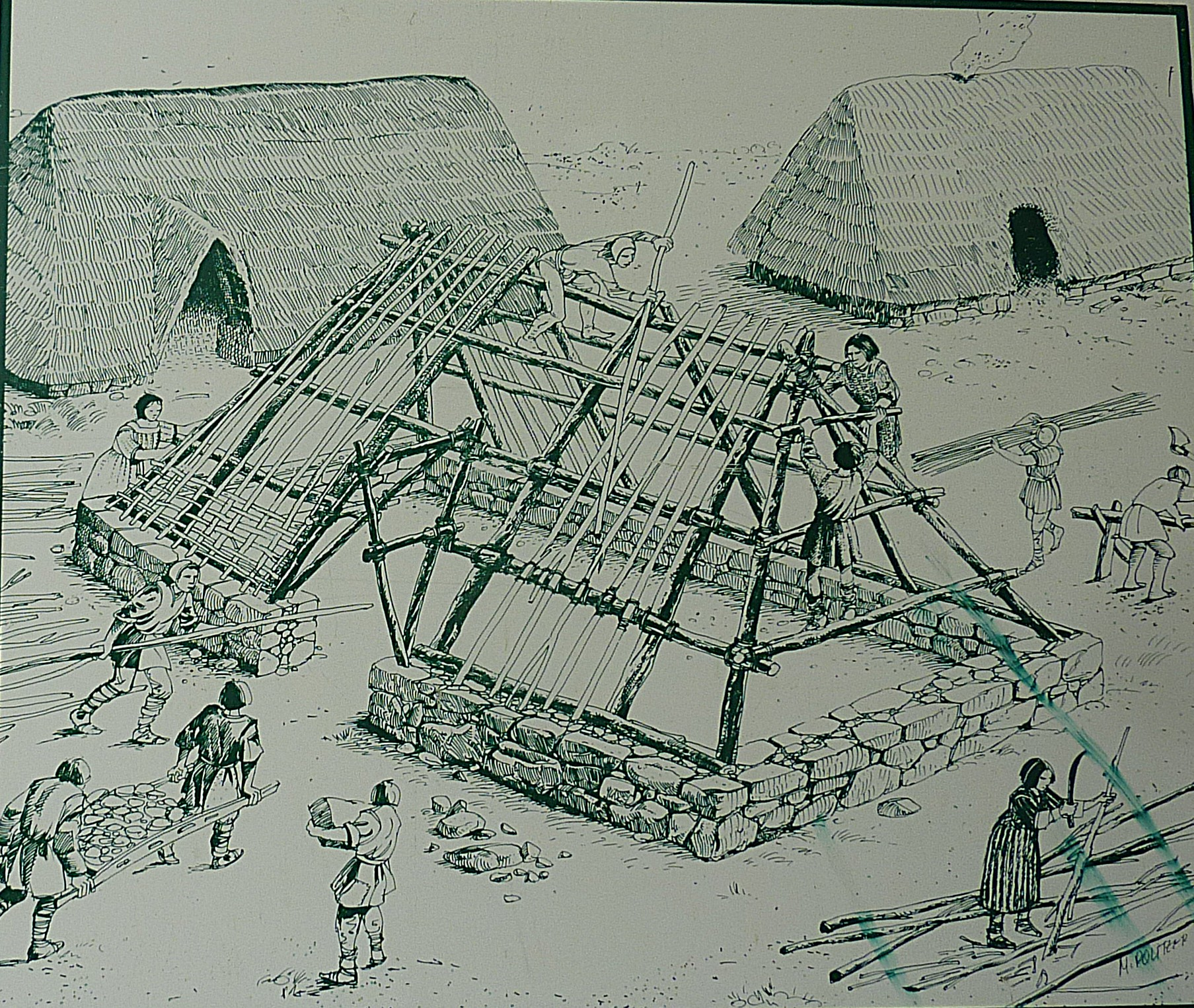
Panneau expliquant la technique de construction des maisons.

Les bâtiments ont été construits à partir des vestiges découverts à Lann Gouh ; ils ont un plan rectangulaire avec des pignons droits ou arrondis ; les murs, construits avec du granite du pays, sont de faible hauteur ; ils sont constitués de deux parements et d'un remplissage de pierres liées par de la terre argileuse. Le toit, couvert de chaume, enveloppait totalement la construction, presque jusqu'au sol. La fumée s'échappait du foyer par la porte ou par une ouverture sur le toit. La charpente est constituée de chevrons assez rapprochés et maintenus à la base par une perche de bois, la lice ; les perches proviennent des forêts avoisinantes et sont grossièrement taillées à l'aide de haches et d'herminettes. L'ensemble des éléments de la toiture est solidement fixé à l'aide de tresses végétales.

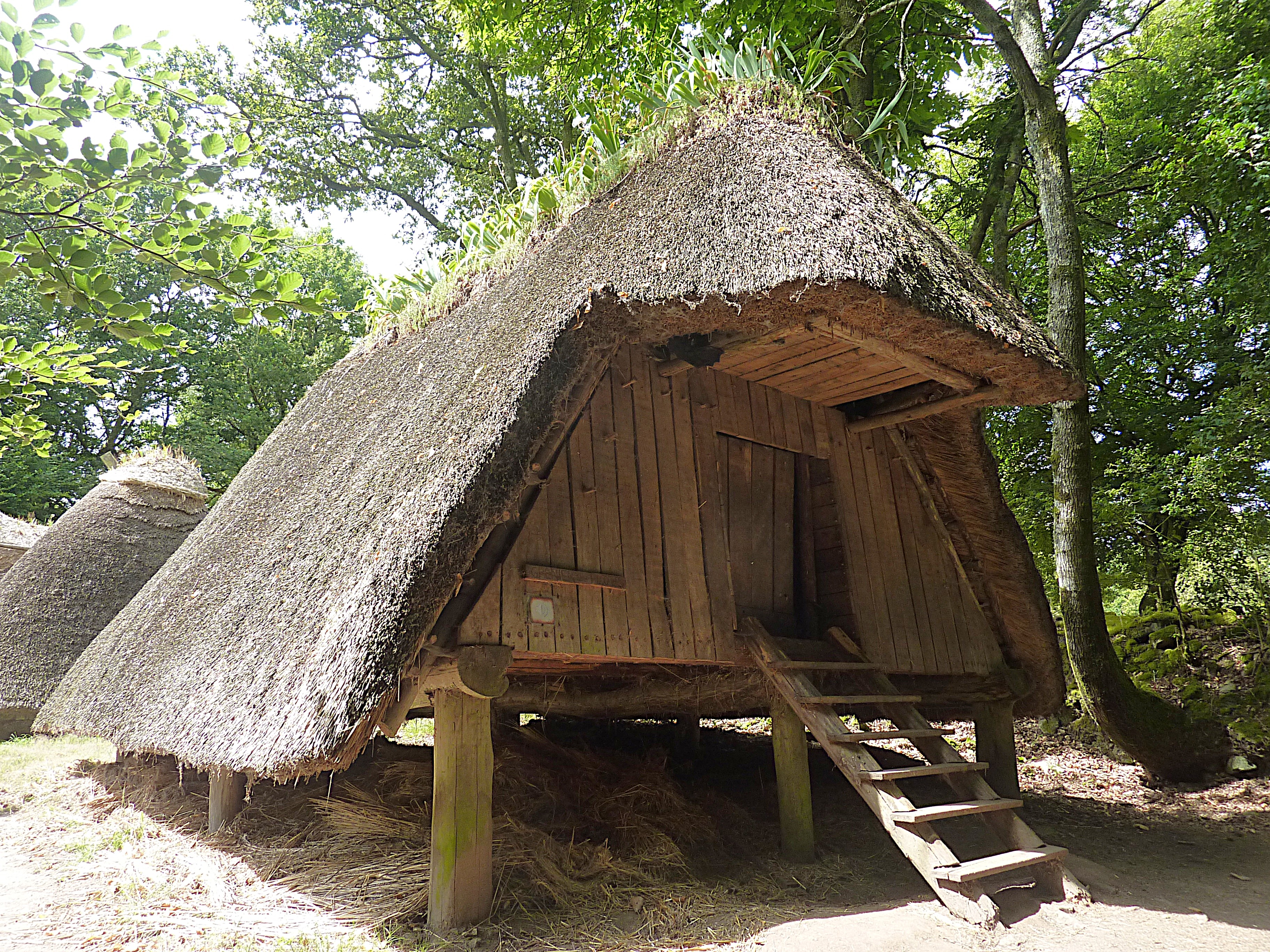
Une des maisons.
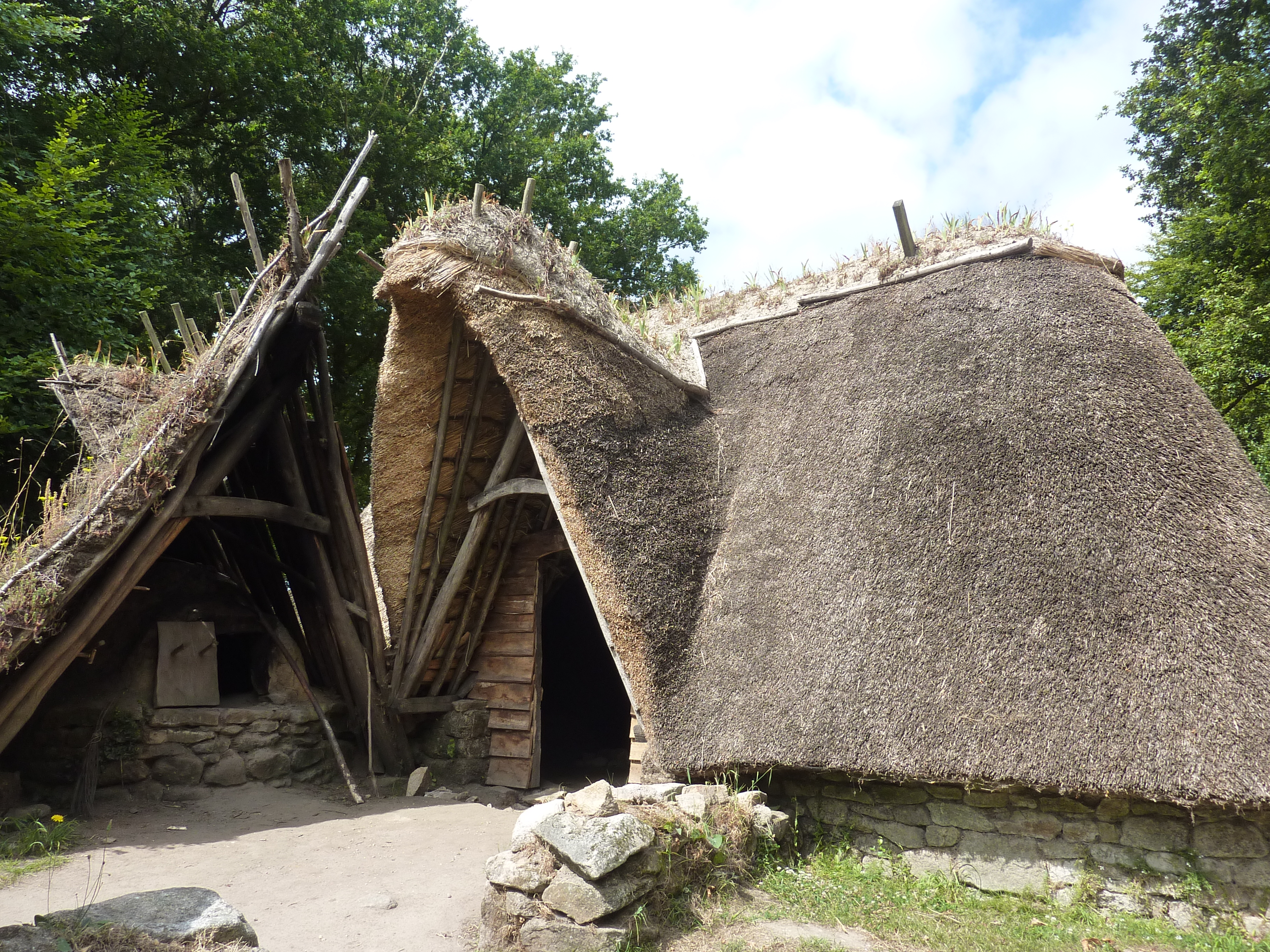
Une autre des maisons.
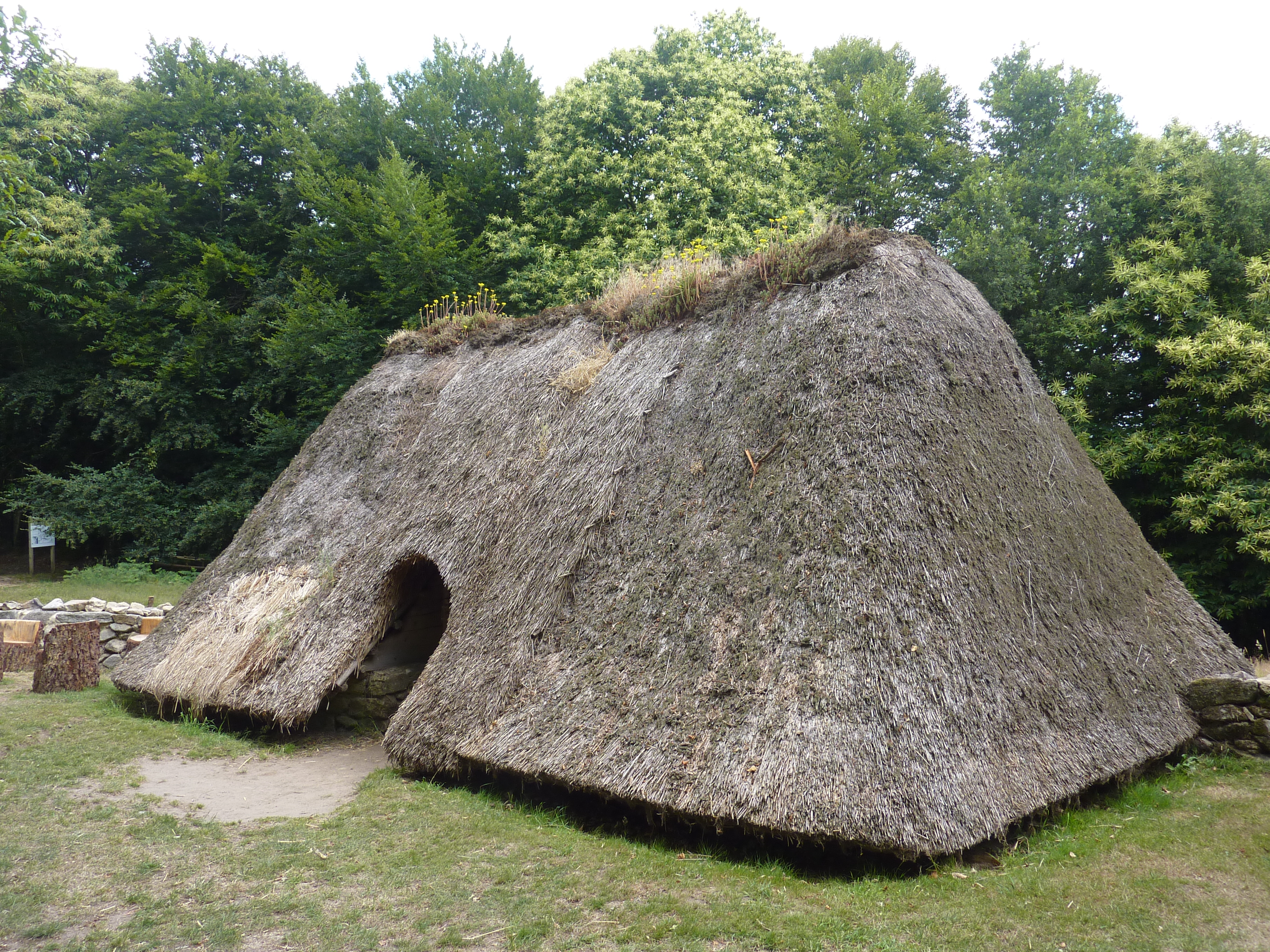
Une autre des maisons.
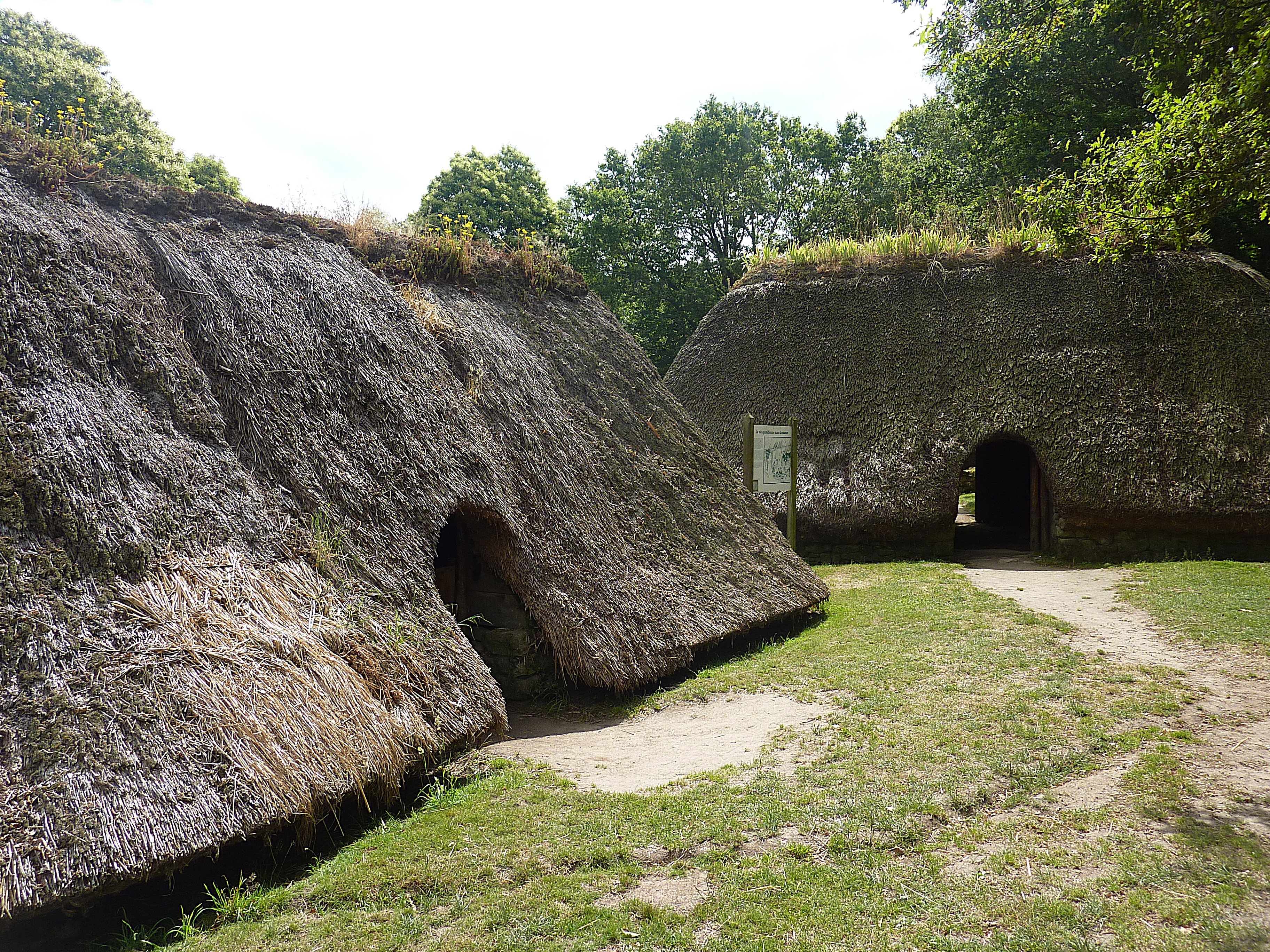
Maisons.
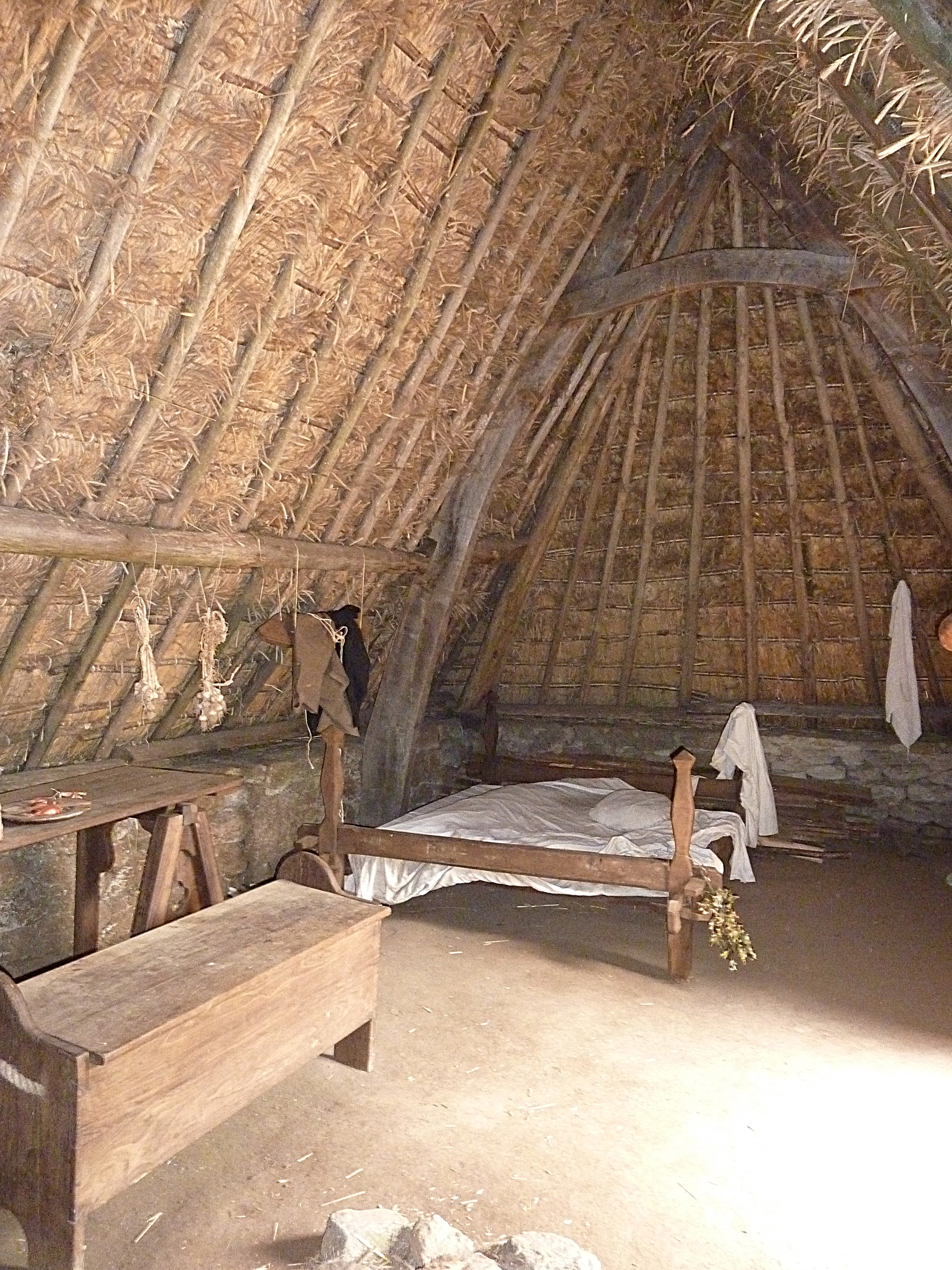
Vue intérieure de l'une des maisons.
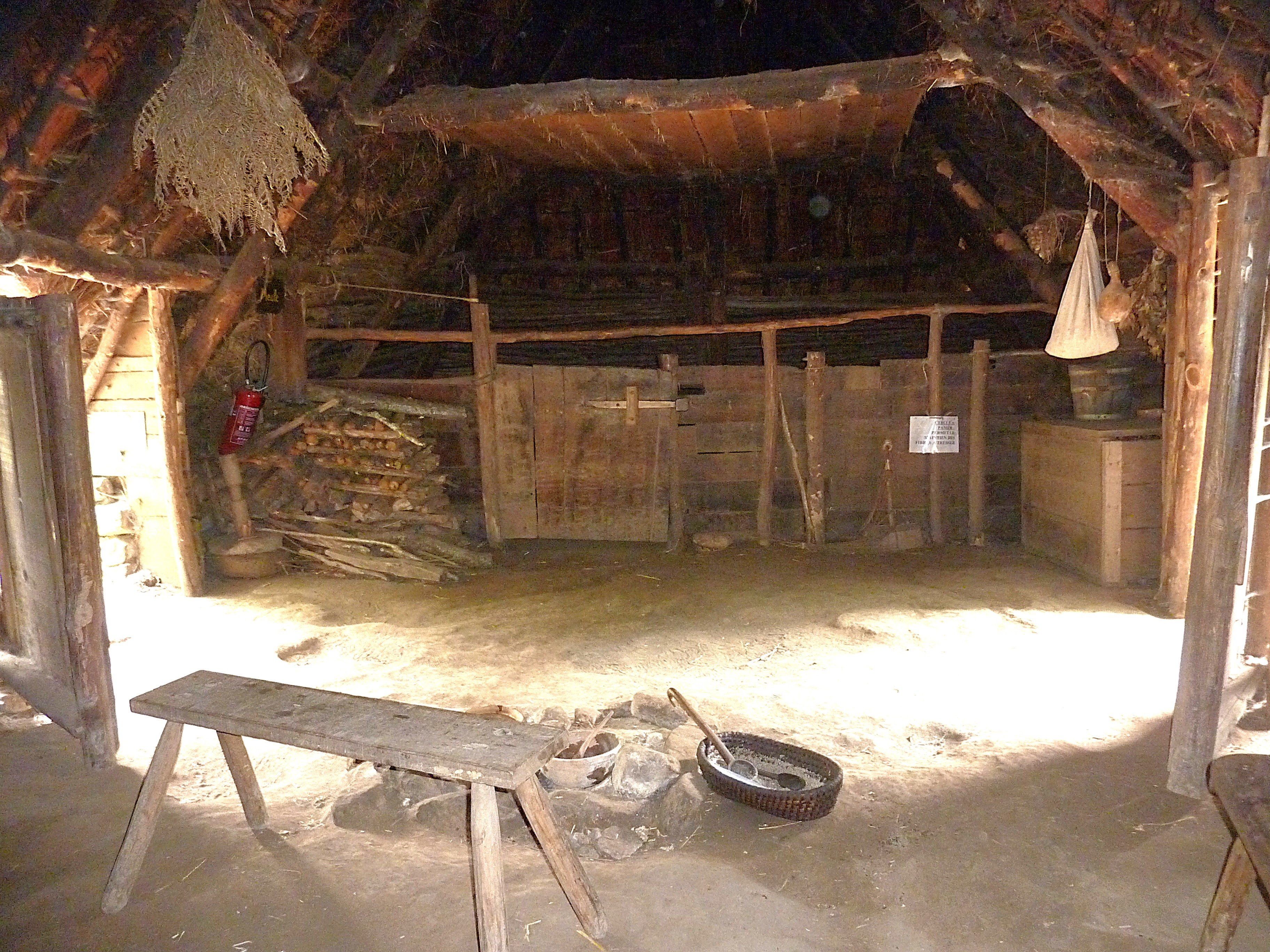
Vue intérieure de l'une des maisons.
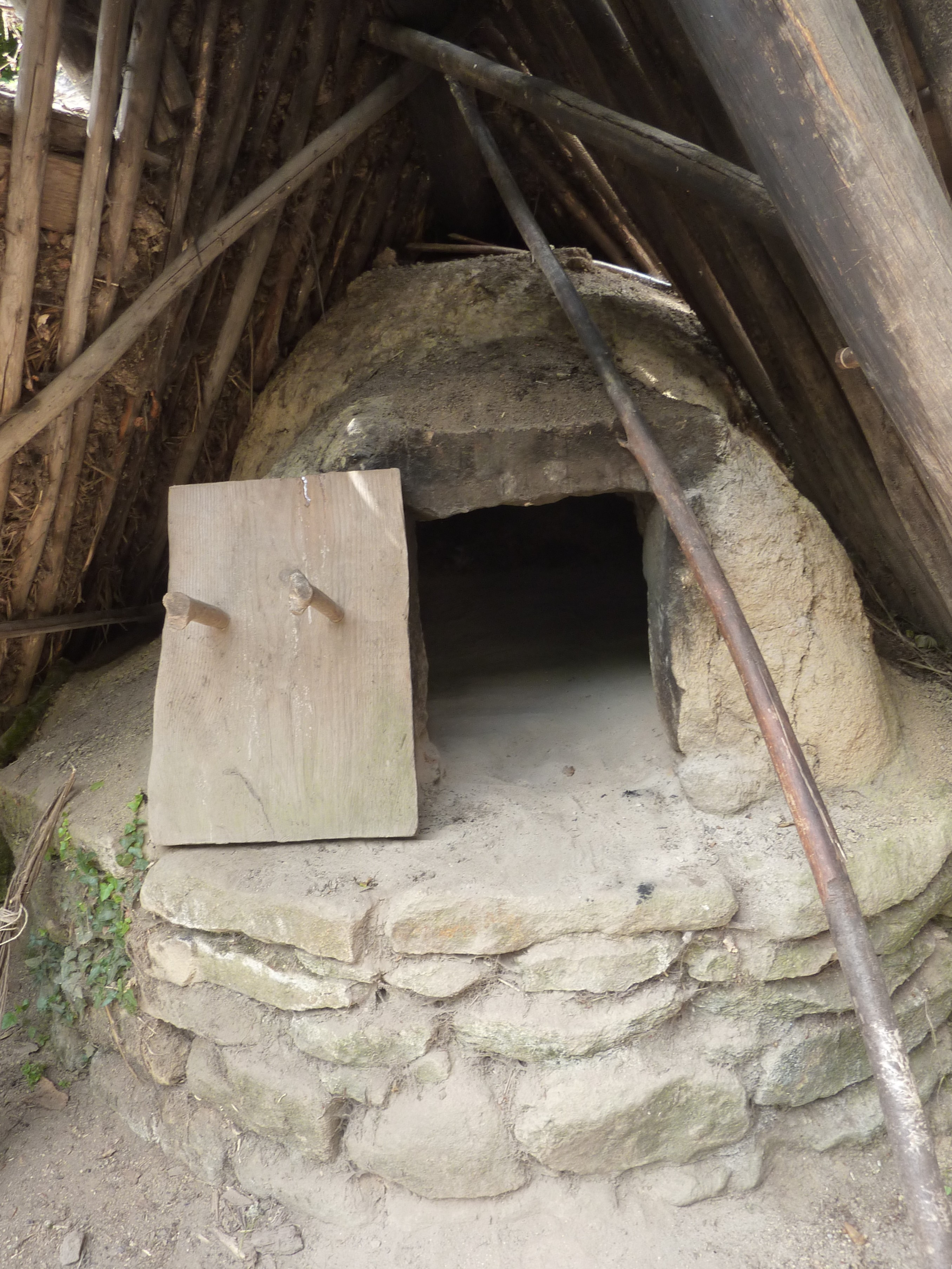
Four à pain.
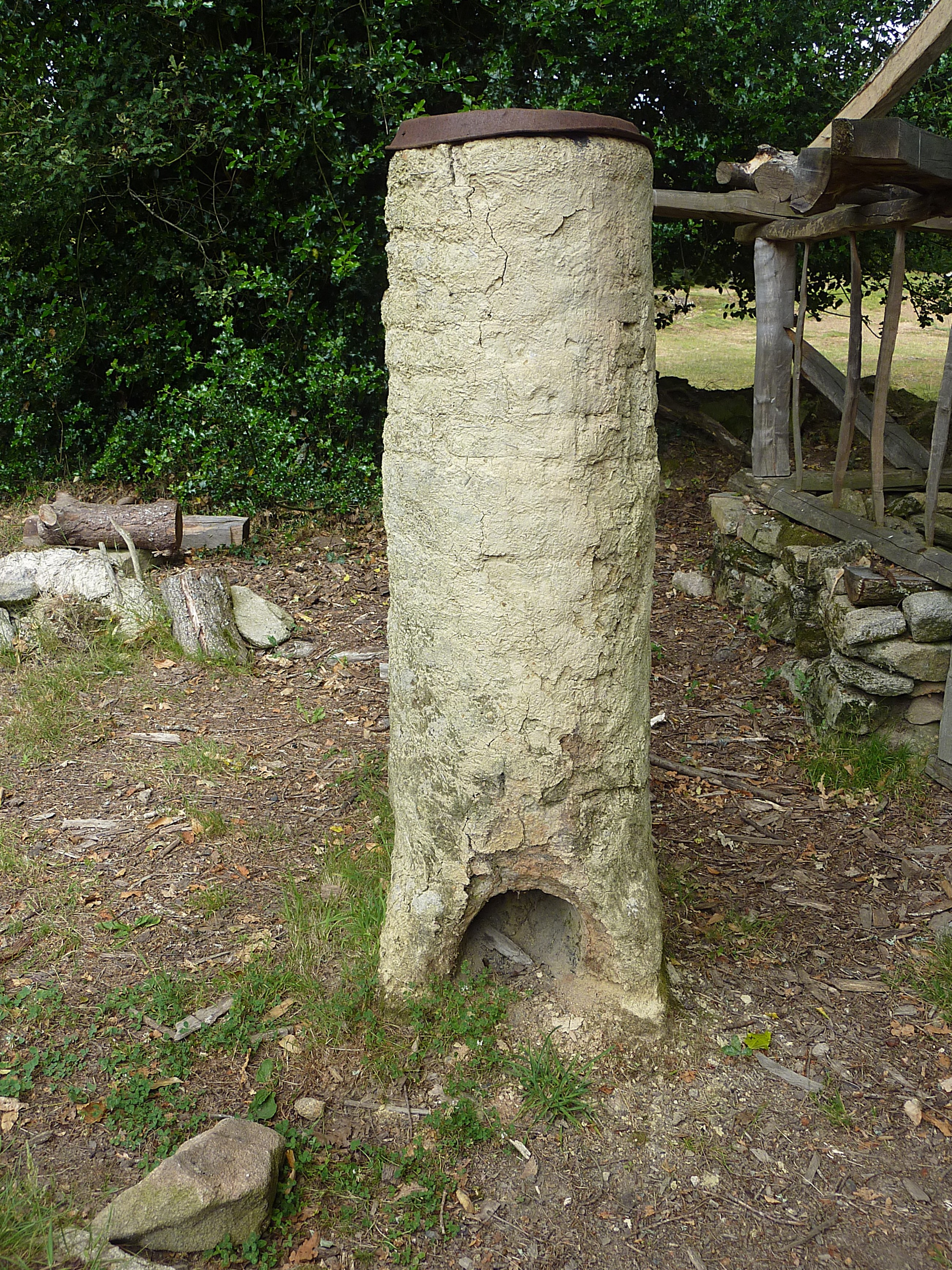
Bas fourneau.
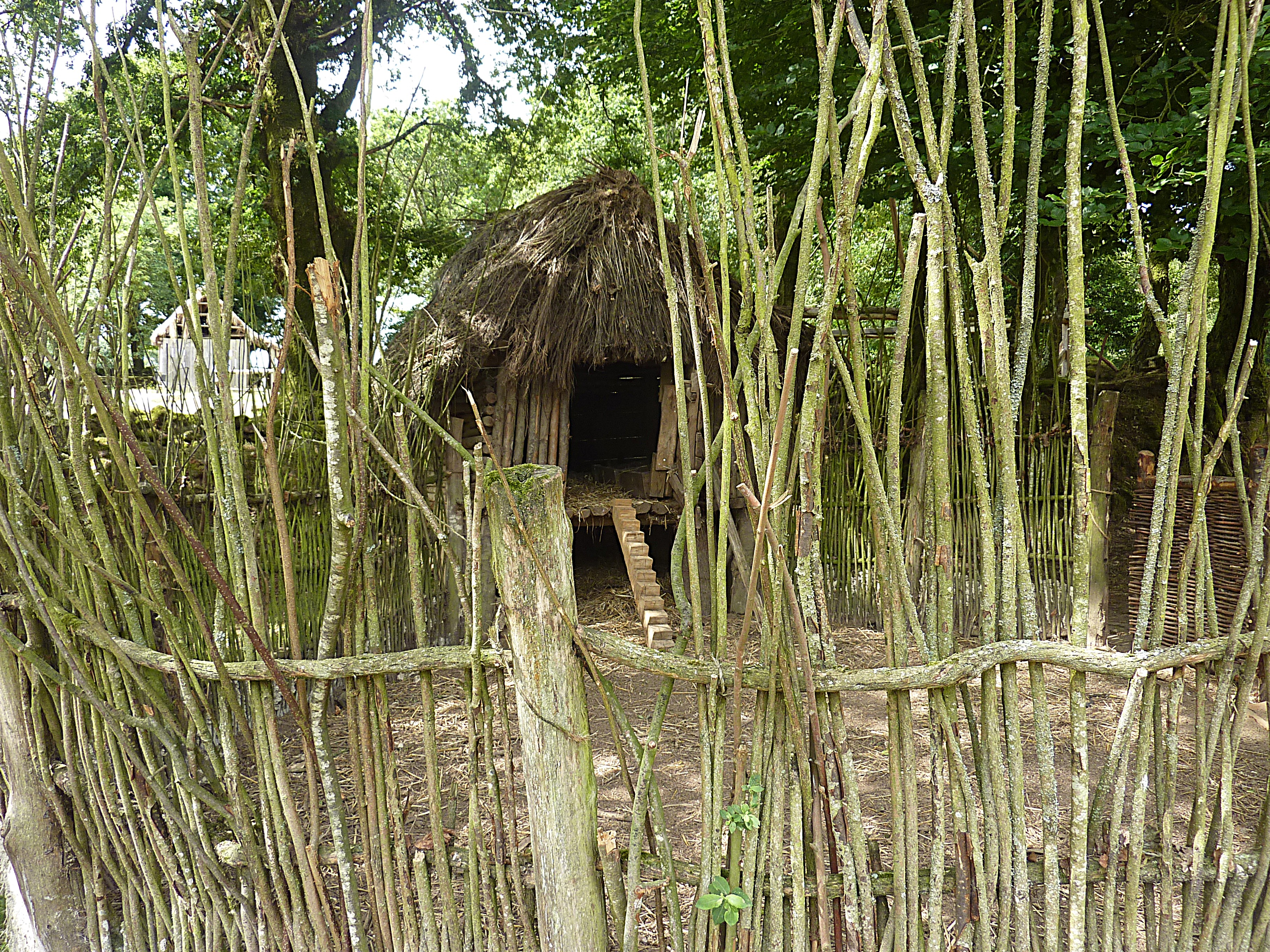
Grenier derrière une palissade.
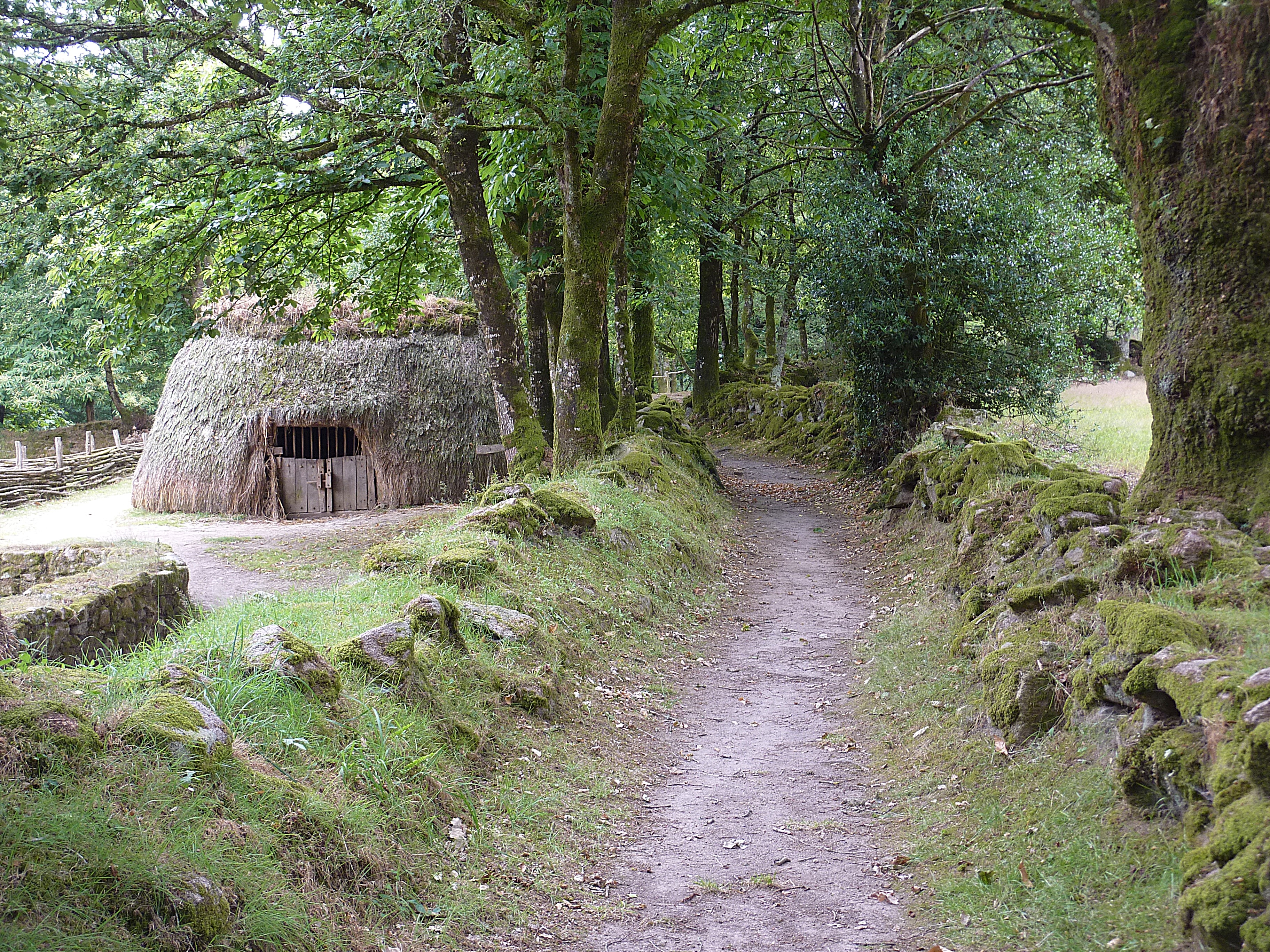
Maison et chemin.